# V četverg i bol'še nikogda
V četverg i bol'še nikogda (В четверг и больше никогда) è un film del 1977 diretto da Anatolij Vasil'evič Ėfros.

## Trama
Il film racconta di un medico che, prima del matrimonio, vuole visitare la madre, che vive in provincia, ma vuole farlo senza sposa, perché lì vive la sua ex, Varja, che aspetta un figlio da lui.